# 量地伝習録
量地伝習録（りょうちでんしゅうろく）は、伊能忠敬の測量方法を記した書物。忠敬の弟子である渡辺慎によって記された。伊能測量の内容を記した唯一の書物である。

## 書名と著者
正式な書名は『伊能東河先生流量地伝習録』という。「東河」とは伊能忠敬の雅号である。忠敬没後の1824年（文政7年）に書きあげられた。
著者の渡辺慎(1786-1836)は、旧姓は尾形、名前は敬助、慶助、啓介、顕次郎、啓次郎、顕次、啓次ともいう。16歳で忠敬の内弟子となり、第二次測量（本州東海岸）から測量に参加した。以降、第三次（東北日本海）、第四次（東海・北陸）、第八次（九州第二次）などの測量事業にかかわっている。1813年（文化10年）に忠敬が長女にあてた手紙では、「測量については尾形が丹誠しているので、夜分は大いに助かっている」と記されている。

## 内容
伊能忠敬の測量方法や製図法、測量器具などが記されている。大きく上巻と下巻に分かれている。本文は上巻のみで、下巻は付録として三角法と八線表が収録されている。上巻には「量地伝習録自序」と「量地伝習録序」が含まれる。

### 「自序」と「序」
「量地伝習録自序」は1824年に書きあげられたときには無く、1831年（天保2年）5月に新たに書かれた。測量の重要性や、本書を書く目的について記されている。
「量地伝習録序」は1824年の時点で載せられていたものである。本書を書くに至った経緯について記されている。

### 間縄
距離を測る道具として、鉄鎖、藤縄、竹縄などについて記されている。鉄鎖は測量で多く使用されたが、使い続けると摩耗により長さが変わることが書かれている。歩測については記述がない。量程車についても、実際はほとんど使用しなかったためか、まったく記されていない。

### 磁石
方角を測る道具として、小方位盤（彎窠（わんか）羅針）、大・中方位盤について記されている。刀は鉄ではなく銅刀か木刀を帯刀することなどの測定時の注意事項や、羅針の研ぎ方などに関する説明がある。

### 水盛台　象限儀
水平を測る道具としての水盛台、及び、傾斜を測るための象限儀について記されている。土地の高低の測りかたについて書かれているが、伊能忠敬の全国測量においては高低については重要視しておらず、傾斜測定も、峠を越える道などを除けば厳密な測定ではなく、簡単な構造の小象限儀を用いていた。この箇所は、水路の設計や小地域の特殊な測量など、高低差が重要となる場合のために書かれたものである。平準儀の説明もあるが、これも全国測量においては使われていないので、高低測量をする際に役立つように書かれたと考えられている。このほか、割円八線表という、現在でいう三角関数表に相当する表を用いた計算方法についての記載がある。

### 分間
分間とは縮尺のことであり、ここでは全国測量で用いられた導線法について記されている。随所に梵天を立てて梵天間の距離を順方向・逆方向で測りながら進むことが記されている。このほか、誤差を最小化する方法として、測量の最後に最初の位置に戻るという廻り検地と呼ばれる方法や、崖が迫った海沿いの道で正確な測量ができないときに途中で横切って測量する横切測線を用いること、山島の方位を測定しておくことなどについて記載されている。

### 分度矩　厘尺
分度矩は分度器、厘尺はものさしのことである。いずれも作図のために使う道具であり、分度矩は軽いものが良いなど、経験をもとに使用に適した道具の説明がある。

### 絵図仕立
下絵図の描き方について記されている。東西または南北に数本の線を引き、線上の1点に針穴をあけ、そこから、測量した角度と距離にしたがって線を引いてゆく。各地点からの山島の方位を記入して、それが1点に交わることで正確さを確かめることも記載されているが、1点に交わらなかったときの修正方法については、本書の記載では明らかでないまた、複数の絵を寄せ集め1枚の絵とする方法についても記載されている。

### 町見
遠くの山や近くの山を見て距離を計算する方法が記載されている。また後半では、地球が球形であり、緯度1度は28.2里、地球1周は1615里7分であると記されている。

### 測量絵図
測量に用いた道具の絵が記載されている。

### 三角法と八線表
下巻に付録として収められたものである。三角法は、平面三角法の3つの要素から他の3つの要素を求める方法を記したものである。大谷亮吉によれば、これは梅文鼎の『暦算全書』を訳述したものである。八線表は、三角関数の値を五分ごとに5桁まで記した表である。

## 所蔵
大谷亮吉が1917年（大正6年）に発表した『伊能忠敬』には、原本は、千葉県香取郡津宮村（現千葉県香取市津宮）の熱田氏のもとにあると記されている。しかし、1974年（昭和49年）の保柳睦美編著『伊能忠敬の科学的業績』に記載された調査によれば、この熱田氏所蔵の原本はもともと久保木清淵の家に所蔵してあった写本であり、現在では失われているとのことである。また、著者の尾形家も調査したが原本は見つからなかった。
写本は複数存在し、国立歴史民俗博物館、東北大学、早稲田大学、国立国会図書館、日本学士院、東京国立博物館、静嘉堂文庫、明治大学、東京都立中央図書館、山形大学、茨城県立歴史館、九州大学に所蔵されている。内容は写本によって差異がある。この中では国立歴史民俗博物館の写本が最も古く、1831年（天保2年）3月に筆写されたものである。「量地伝習録自序」は1831年（天保2年）5月に書かれたものなので、同書には自序はない。

## 評価
伊能測量の内容を記した唯一の書物であり、史料として価値が高いとされている。内容は初歩的なものしか書かれていないが、本書により伊能忠敬による測量の方法がある程度推測できる。ただし、伊能忠敬の測量においては天体観測が重要な役割となるが、この内容については記載されていないので、測量方法を伝える点では不足があるともいわれている。